# 월봉초등학교 (울산)
월봉초등학교는 대한민국 울산광역시 남구 신정동에 있는 초등학교다.

## 학교 연혁
- 1982. 07. 14 월봉초등학교 설립인가
- 1984. 11. 04 개교(12학급 학생 646명)
- 1988. 03. 01 병설유치원 개원(1학급)
- 1995. 03. 01 특수학급 1학급 신설
- 1997. 03. 01 교육부 지정 국제이해 시범학교 운영
- 2001. 03. 01 울산광역시교육청 지정 평생교육 시범학교 운영
- 2002. 12. 26 울산광역시 학교평가 우수학교 선정
- 2009. 03. 01 울산광역시교육청 지정 교원능력개발평가 연구학교 운영(1/1)
- 2011. 03. 01 울산광역시교육청 지정 학력향상중점 연구학교 운영(2/2)
- 2013. 03. 01 22학급 편성(특수학급 1학급 포함), 병설 유치원 2학급
- 2013. 03. 01 울산광역시교육청 지정 학력증진 강화학교
- 2014. 03. 01 25학급 편성(특수학급 1학급 포함), 병설 유치원 2학급
- 2014. 03. 01 울산광역시교육청 지정 창의경영 영어교육모델학교 운영(3/3)
- 2014. 03. 01 교육부 지정 영어교육모델 정책연구학교(1/1)
- 2020. 03. 01 제14대 윤정연 교장 취임
- 2021. 02. 09 제36회 졸업 (116명 졸업, 총 6,268 명)
- 2021. 03. 01 34학급 편성 (특수학급 1학급 포함), 병설유치원 2학급
- 2021. 03. 02 1학년 입학 (총 150명), 유치원 입원(총 35명)